# 百联ZX造趣场

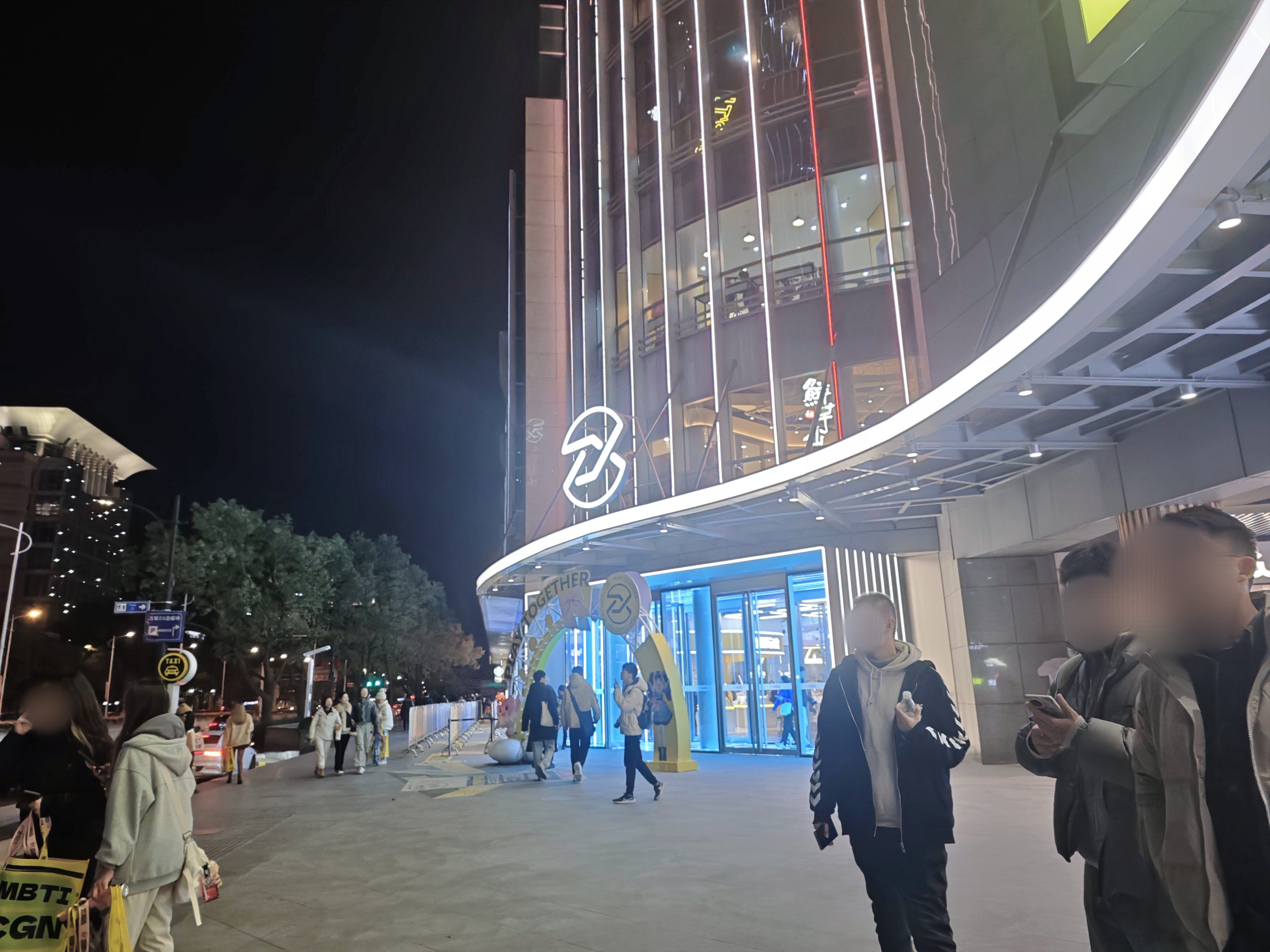
百联ZX造趣场

百联ZX造趣场是位於中國上海市楊浦區五角場的一個以ACG為主題的商場，由百聯集團運營，也是百聯集團旗下第二座以ACG為主題的商場。前身是上海华联商厦杨浦店、东方商厦杨浦店以及悠迈生活广场。

## 歷史
2001年12月16日，上海华联商厦杨浦店开业。2005年，华联商厦杨浦店更名为东方商厦杨浦店。2007年，东方商厦杨浦店扩建后重新开业。2017年9月11日，东方商厦杨浦店閉店。
2018年1月19日，原东方商厦杨浦店更名为悠迈生活广场（百联UMAX生活广场）並開業。這是百联集团旗下首个城市奥特莱斯项目。
2024年7月中旬，悠迈生活广场开始启动改造施工。
2024年12月28日，由原悠迈生活广场改造而來的百联ZX造趣场开业。新海诚作品CAFE全球首店同時入駐百联ZX造趣场。